# Prodaná nevěsta
Prodaná nevěsta (La núvia venuda) és un òpera còmica en tres actes del compositor txec Bedřich Smetana, amb llibret en txec de Karel Sabina. S'estrenà al Teatre Provisional de Praga el 30 de maig de 1866. A Catalunya es va estrenar per primer cop al Gran Teatre del Liceu de Barcelona el 12 de febrer de 1924.
L'òpera es considera que feu una contribució important cap al desenvolupament de la música txeca. Va ser composta durant el període 1863-66. Situat en un poble, i amb personatges reals, explica la història de com, després d'una sorprenent revelació tardana, el veritable amor preval sobre els esforços combinats de pares ambiciosos i un agent matrimonial intrigant.
L'òpera nacional txeca fins a aquest moment havia estat representada únicament per un nombre d'òperes menors. Smetana volia crear un gènere operístic veritablement txec. El tractament musical de Smetana fa un ús considerable de les tradicionals formes de dansa bohèmia, com ara la polca i el furiant, tot i que evita en gran manera la cita directa de la cançó popular. L'obertura, que sovint s'interpreta com una peça de concert independent de l'òpera, va ser, particularment, composta abans de gairebé qualsevol de les altres músiques de què es compon.

## Argument

### Acte I
Poble txec a mitjan segle xix. En una plaça, al costat de la posada, els pobletans celebren les festes patronals i brinden amb alegria per l'amor i la bona vida. La jove i bella Mařenka conversa amb el seu nòvio Jeník. Està preocupada perquè els seus pares, Krušina i Ludmila, planegen casar-la, contra la seva voluntat, amb Vašek, el fill de l'adinerat granger Mícha. Jeník resta importància a aquest compromís, cosa que la indigna.
El nuvi es lamenta d'haver tingut una vida trista i sense fortuna, a pesar que va nàixer al si d'una família acomodada. Conta que quan va morir sa mare, son pare (que no és un altre que Mícha, encara que en el poble ningú ho sap) va contraure segones núpcies amb Háta, amb qui va tindre el seu segon fill, Vašek. Jeník no tenia una bona relació amb la seva madrastra i aquesta el va expulsar de la llar familiar. Des de llavors, ha servit en diferents cases, distanciat del poble, tractant de guanyar-se la vida honradament. El jove assegura a Mařenka que no ha de témer pel seu amor indestructible cap a ella i que tot acabarà bé.
Arriben Krušina i Ludmila acompanyats pel matrimonier Kecal, que emfatitza el bon partit que suposa per a Mařenka el fill de Mícha, a qui encara no coneixen. La noia mostra el seu rebuig cap a aquest contracte signat pels seus pares i Kecal, i revela furiosa que ja ha adquirit un compromís amb Jeník.

### Acte II
A l'interior de la posada. Els pobletans beuen i ballen. Apareix Vašek vestit de nuvi i tartamudejant. El tímid jove mai ha vist en persona la seva promesa. Mařenka, que ha endevinat la seva identitat, s'hi acosta i, sense desvelar-li qui és, el convenç astutament que la seva futura esposa no és una bona dona.
Mentrestant, Kecal intenta que Jeník renuncie a Mařenka. Per a aconseguir el seu objectiu li oferix una substanciosa quantitat de diners, que ell accepta amb una condició que ha d'aparèixer en el contracte: "Només el fill de Mícha podrà casar-se amb Mařenka". Kecal marxa precipitat i content a redactar el document. Al cap d'una estona torna i convoca els habitants per a fer una lectura pública de l'acord. Krušina i els pobletans queden impressionats pel sacrifici que fa Jeník pel fet de renunciar a Mařenka, però quan descobrixen que "ha venut la seva nòvia" per 300 monedes d'or s'escandalitzen davant de semblant brivallada.

### Acte III
Plaça del poble. El cap dels comediants d'un circ ambulant presenta als habitants les actuacions que preparen. Vašek està pensatiu i queda embadalit per la bellesa d'una ballarina del circ, Esmeralda. De sobte, un comediant de la companyia circense, l'Indi, anuncia que el còmic que havia
de disfressar-se d'os ha agafat una tremenda borratxera i necessiten urgentment un substitut. Esmeralda convenç fàcilment amb els seus encants Vašek perquè "es fiqui a la pell de l'os".
Apareixen en escena Mícha, Háta i Kecal. Vašek confessa als seus pares que ja no vol casar-se amb Mařenka, ara que ha descobert que està enamorat d'una bella i estranya noia. Els seus pares s'horroritzen i el tímid jove surt corrent. Poc després arriba Mařenka amb els seus pares. Està indignada després d'haver conegut l'acord de Jeník amb Kecal, i sosté que no es casarà ni amb ell ni amb cap altre. Torna Vašek i reconeix en Mařenka la "estranya noia” de la qual s'ha enamorat i amb la qual vol casar-se. Mařenka està confusa i demana que la deixin sola per a reflexionar.
Quan arriba Jeník, ella el rebutja enfadada i li anuncia que es casarà amb Vašek. Jeník tracta d'explicar-li el perquè de la seva actuació, però Mařenka li ordena que se'n vaja.
Entren els pobletans junt amb els pares de Mařenka, curiosos per conèixer la decisió que aquesta ha pres. Quan la jove confirma que es casarà amb Vašek, Jeník torna i causa gran consternació al dirigir-se a Mícha com a "pare". Tan sorprenent revelació d'identitat descobreix Jeník com a primogènit de l'adinerat granger. D'acord amb el contracte, Jeník, en qualitat de fill de Mícha, té dret a casar-se amb Mařenka, que ara ho veu tot clar i l'abraça.
L'emoció del moment es veu interrompuda per uns crits fora d'escena. Un os s'ha escapat del circ i es dirigix al poble. Prompte es revela que el suposat os és Vašek disfressat. Esta actitud una mica innocent i infantil, convenç els seus pares que el noi realment no està preparat per a casar-se i fan que se'n vagi. Mícha beneïx el matrimoni entre Mařenka i Jeník i tot acaba en una feliç celebració.